# آرمینیوسی

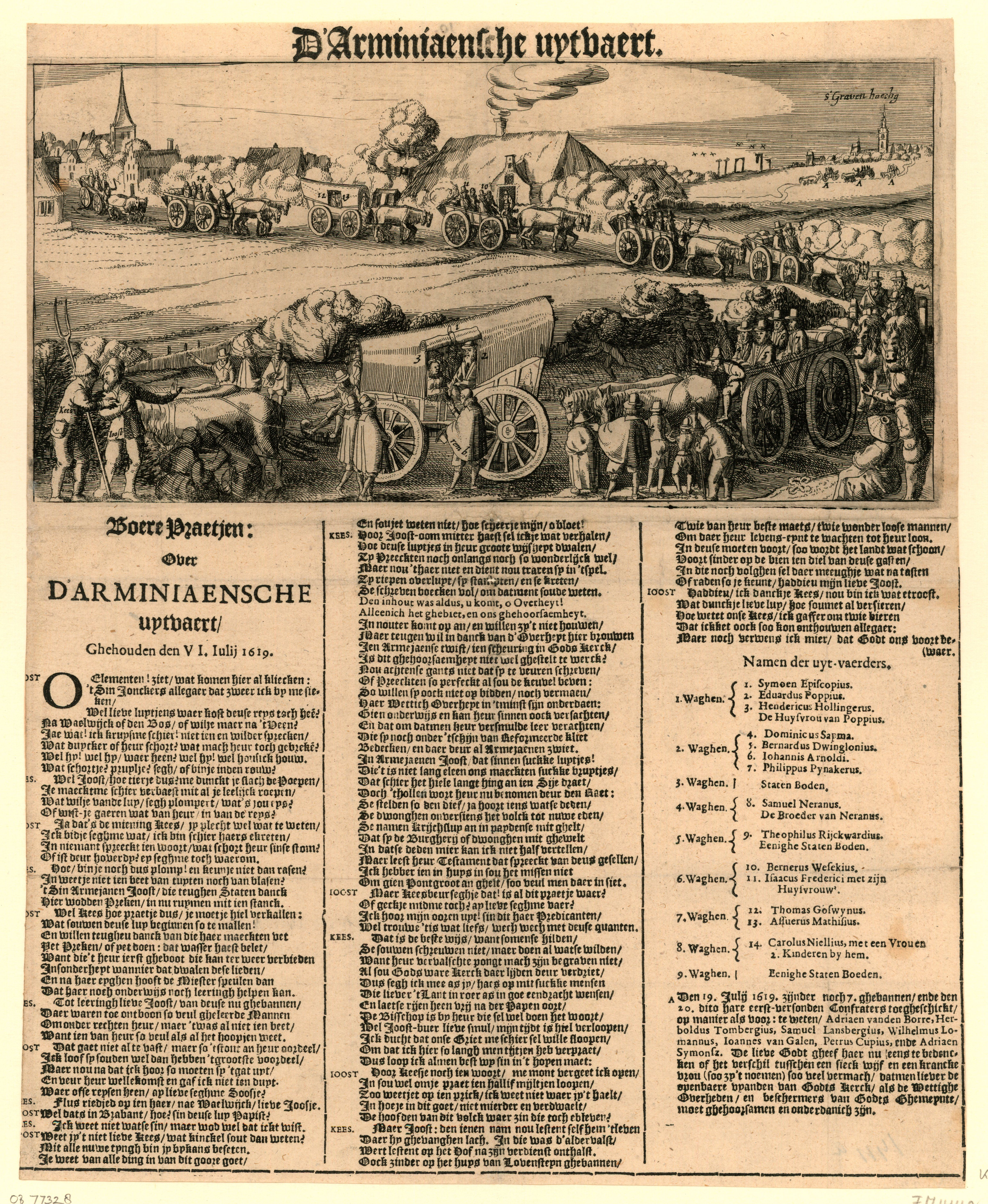
روزنامه ای در این مورد

آرمینیوسی به پیروان جیکوب آرمینیوس گفته می‌شود.
آرمینیوس، نهضتی در الاهیات مسیحی و واکنشی آزادمنشانه به اصل اعتقادی تقدیر ازلی در مذهب کالوَن بود. این جنبش در آغاز سدهٔ ۱۷م/۱۱ق پدید آمد و حاکمیت‌مطلق خداوند را با ارادهٔ آزاد انسان (اختیار) سازگار می‌دانست. نام این نهضت از یاکوبوس آرمینیوس، متکلم اصلاح‌طلب هلندی دانشگاه لیدن (۱۶۰۳–۱۶۰۹م) گرفته شد که با مباحثاتش با فرانسیسکوس گُماروس مشهور است. فرانسیسکوس گماروس کالونی سرسختی بود که از تفسیر کالون در مورد تقدیر الاهی بر برگزیده یا مردود بودن آدمیان دفاع می‌کرد. آرمینیوس ارادهٔ خداوند را به صورت محبت بیکران، پدید آورنده و یگانه تعیین‌کنندهٔ سرنوشت انسان می‌دانست، ولی نهضتی که به آیین آرمینیوس معروف شد، آزاداندیش‌تر از خود وی از کار درآمد
پس از وفات آرمینیوس در سال ۱۶۰۹، تفکرات او باقی‌ماند و پیروان او بنام آرمینیوسی‌ها شهرت یافتند؛ گرچه گاهی نیز با نام معترضین شناخته می‌شدند. پیروان او از هلند فراتر رفتند و در ممالک مختلف به نشر عقاید خود پرداختند؛ گرچه در هلند پرشورتر از سایر ممالک بودند.
آرمینیوسی‌ها همچنان در جدال با کالونی‌ها بودند تا اینکه در شورای دورت و پس از مناقشات بسیار هنگامی که حزب سیاسی مخالف آرمینیوس به قدرت رسید دستور تشکیل شورایی را داد که مختص هلند نبود و جنبه فراملی داشت. در این شورا معترضین محکوم شدند و آراء ایشان مردود اعلام شد و از این شورا به بعد کم‌کم روبه فراموشی رفتند.